# Unbreakable (singel Michaela Jacksona)
Unbreakable – singel Michaela Jacksona i Notoriousa B.I.G. z albumu Invincible.
Piosenka trwa 6 minut i 26 sekund co czyni ją najdłuższym utworem na albumie. Jest to new jack swing z elementami popu i hip-hopu. Zawiera sampel z utworu „I Can’t Stop The Reign” wykonywany przez Notoriousa.

## Plany wydania jako singel i teledysk
Jackson chciał aby „Unbreakable” było pierwszym singlem z albumu Invincible wydane wraz z teledyskiem (wg plotek reżyserią klipu miał się zająć George Lucas), jednak Sony jako pierwsze wydało „You Rock My World”, a następnie „Cry” mając w planach dalej wydanie singla „Unbreakable”, „Break Of Dawn”, „Whatever Happens”, „Invincible”, „The Lost Children” i „Heaven Can Wait”, wydanie singli wraz z teledyskami został jednak anulowane.

## Historia
Unbreakable znalazło się na The Ultimate Collection oraz hiszpańskiej edycji składanki King of Pop. Utwór był również użyty w pierwszej telewizyjnej promocji albumu. Piosenka nigdy nie była wykonywana na żywo.

## Informacje szczegółowe
- Słowa, muzyka i aranżacja: Michael Jackson, Rodney Jerkins, Fred Jerkins III, La Shawn Daniels, Nora Payne, Robert Smith
- Produkcja: Michael Jackson i Rodney Jerkins
- Wokale: Michael Jackson
- Rap: Christopher Wallace
- Wszystkie Instrumenty: Michael Jackson i Rodney Jerkins
- Miks: Bruce Swedien, Rodney Jerkins i Stuart Brawley